# Каракал
Каракалът (Caracal caracal) е хищник от семейство Коткови подобен на риса, но малко по-дребен от него. Класифициран е като малка котка, но е една от най-тежките и най-бързите в групата си. Въпреки че традиционното му име е персийски рис, египетски рис и африкански рис, той вече не се счита за рис, а по-скоро като близък до африканската златна котка и сервала.
Животното обитава степни и пустинни местности (савани, обрасли с храсти, пясъчни пустини, предпланински степи). Разпространено е в Северна и Източна Африка и Югозападна Азия (от Средиземно море до Източна Индия и от Узбекистан до Арабския полуостров). Вписан е в Червения списък на световнозастрашените видове на IUCN като незастрашен вид. Поддава се на опитомяване и в някои области на Иран се ловува с опитомени каракали, за което такива са ползвани (за лов на птици, газели, зайци, лисици) още в Древността от перси и индуси, а по-късно - и от араби.

## Особености
В сравнение с рисовете, каракалите имат по-дълги крака и са по-слаби. Каракалът има стройно, високопоставено тяло с дълги крака и къса опашка. Дължината на тялото е от 60 до 105 cm, а опашката е почти 1-3 от тялото – от 23 до 35 cm. Височината при холката е от 43 до 51 cm. Теглото на мъжките е 13 – 20 kg, а на женските около 11 kg. Липсва полов диморфизъм, освен в това, че женските са значително по-дребни на ръст. 
Каракалът е специалист в издебването и сграбчването с един скок – с лекота улавя излитащи птици, скачайки до 3 метра на височина. Освен това е и отличен катерач. Активен е през нощта и рядко ловува денем. Основната му плячка са птици, гризачи, зайци, рядко - малки антилопи и други. Във връзка с полупустинния начин на живот лапите му са широки и окосмени отдолу, за да го предпазват от горещината на пясъка и от потъване в него. Козината е къса, оцветена от сиво-жълтеникаво до червеникаво-кафяво, като надолу изсветлява. В природата могат да се намерят и черни каракали. Има много характерен облик с изумрудено зелени очи и черни уши с дълги пискюлчета на края (каракал на турски, karakulak, означава черноух).
Размножителният период на каракала е в началото на пролетта. След около 2 месеца бременност женската ражда в изоставени дупки или пещери 2 – 4 малки. Те са тъмни, червеникаво-кафяви на цвят, който постепенно изсветлява и добива цвета на пустинята.

## Подвидове
- Caracal caracal caracal – Източна, Централна и Южна Африка.
- Caracal caracal algira – Северна Африка
- Caracal caracal damarensis – Намибия
- Caracal caracal limpopoensis – Ботсвана
- Caracal caracal lucani – Габон
- Caracal caracal michaelis – Узбекистан, Туркменистан (подвидът е застрашен)
- Caracal caracal nubica – Етиопия, Судан
- Caracal caracal poecilotis – Западна Африка
- Caracal caracal schmitzi – Израел, Западна Африка, Иран, Арабски полуостров, Пакистан, Индия

## Галерия
- Каракал във Вашингтонския зоопарк
- Каракал в природата
- Каракал
- Ловуващ каракал в Серенгети, Танзания